# Parkhaus Schmiedestraße (Hannover)

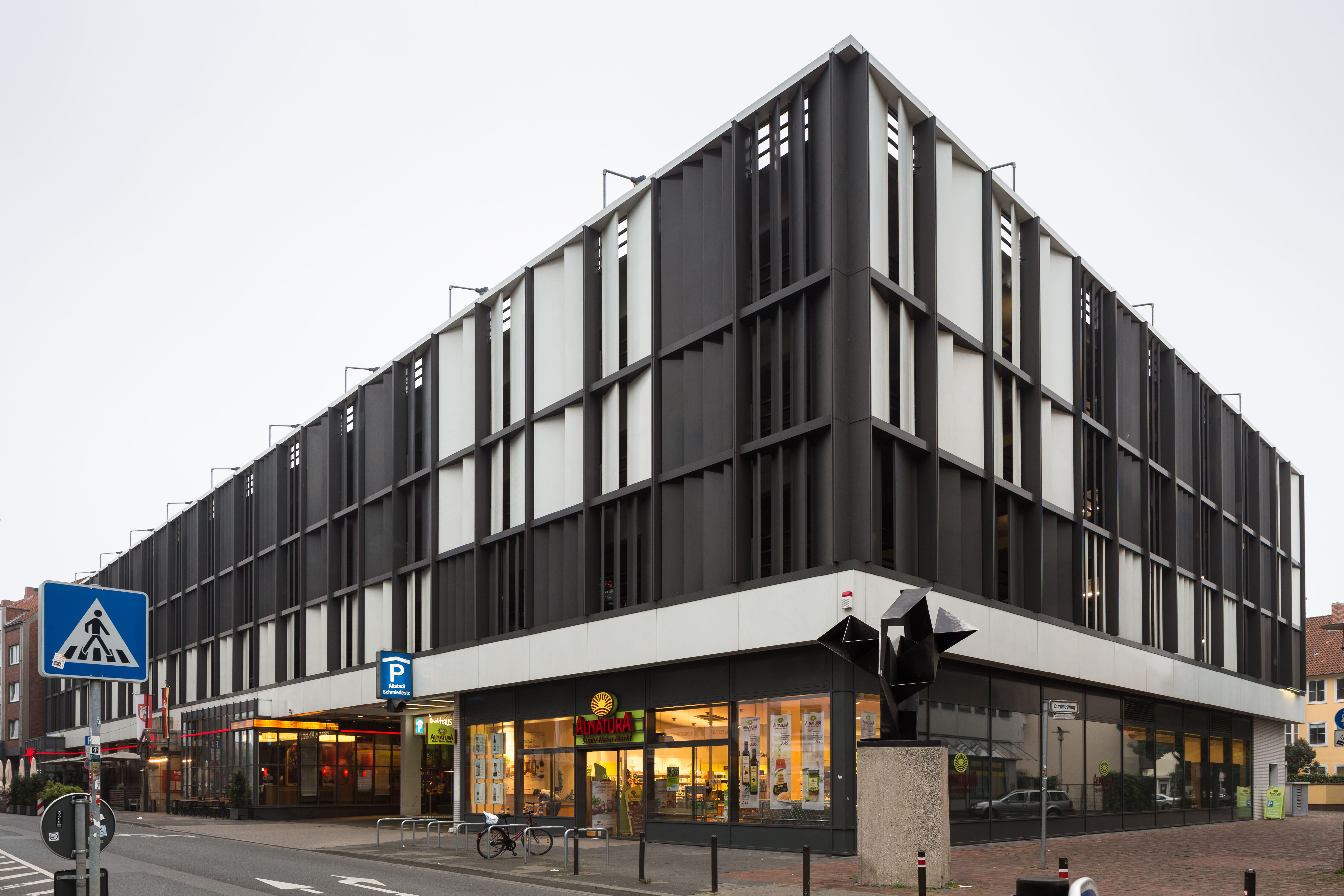
An der Ecke zum Corvinusweg steht das Parkhaus Schmiedestraße auf dem ursprünglichen Grundstück des Leibnizhauses

Das Parkhaus Schmiedestraße ist ein Parkhaus in der Altstadt der niedersächsischen Landeshauptstadt Hannover. Es befindet sich in der Schmiedestraße 13 im hannoverschen Stadtteil Mitte. Die Hochgarage mit 564 Stellplätzen ist das älteste Parkhaus in Hannover und steht seit 2004 unter Denkmalschutz. Mit seinem Standort an der Ecke zum Corvinusweg steht das Parkhaus auf dem historischen Gelände des ursprünglichen Leibnizhauses.

## Geschichte und Beschreibung

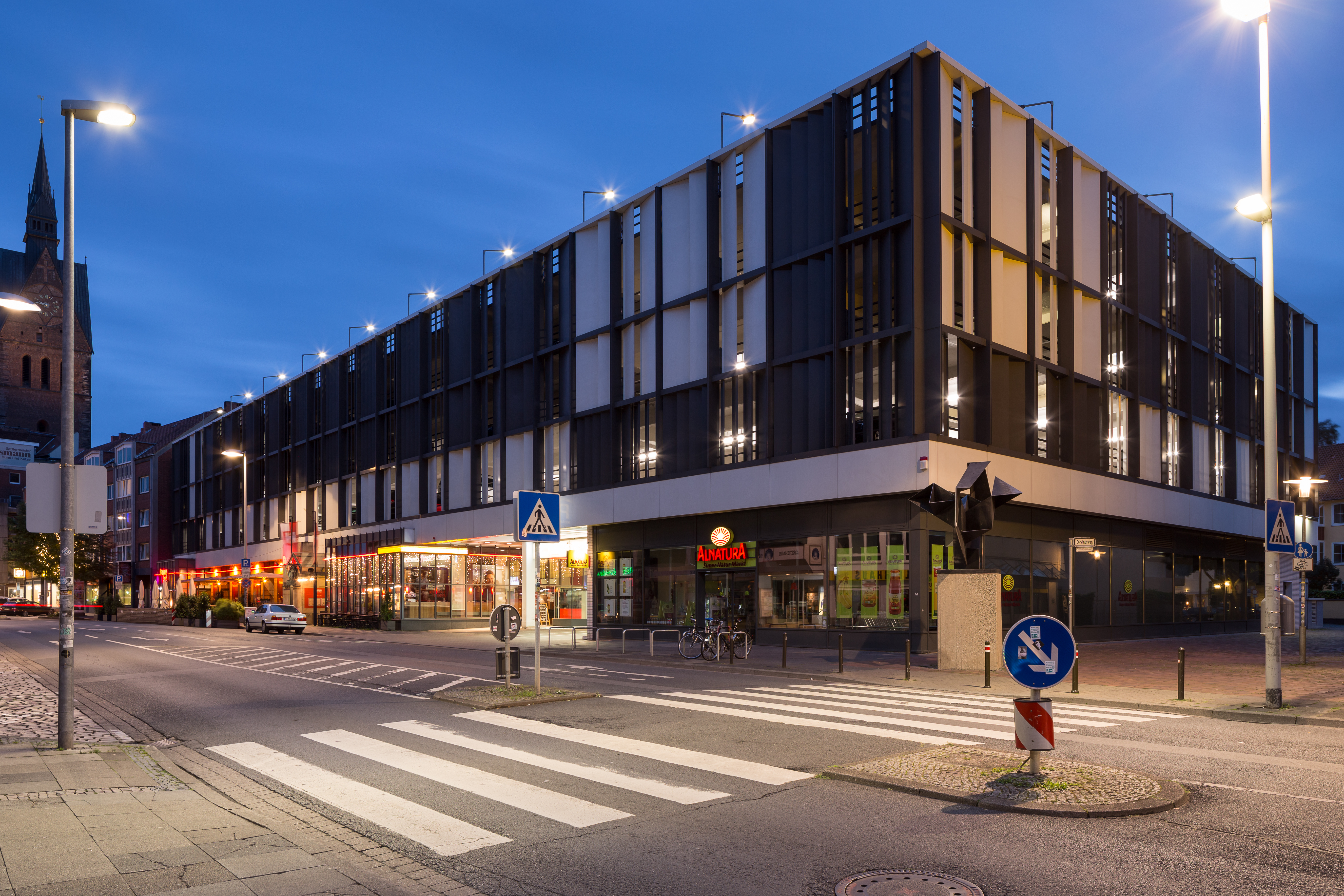
Der Zebrastreifen zur Osterstraße ist abends besonders ausgeleuchtet

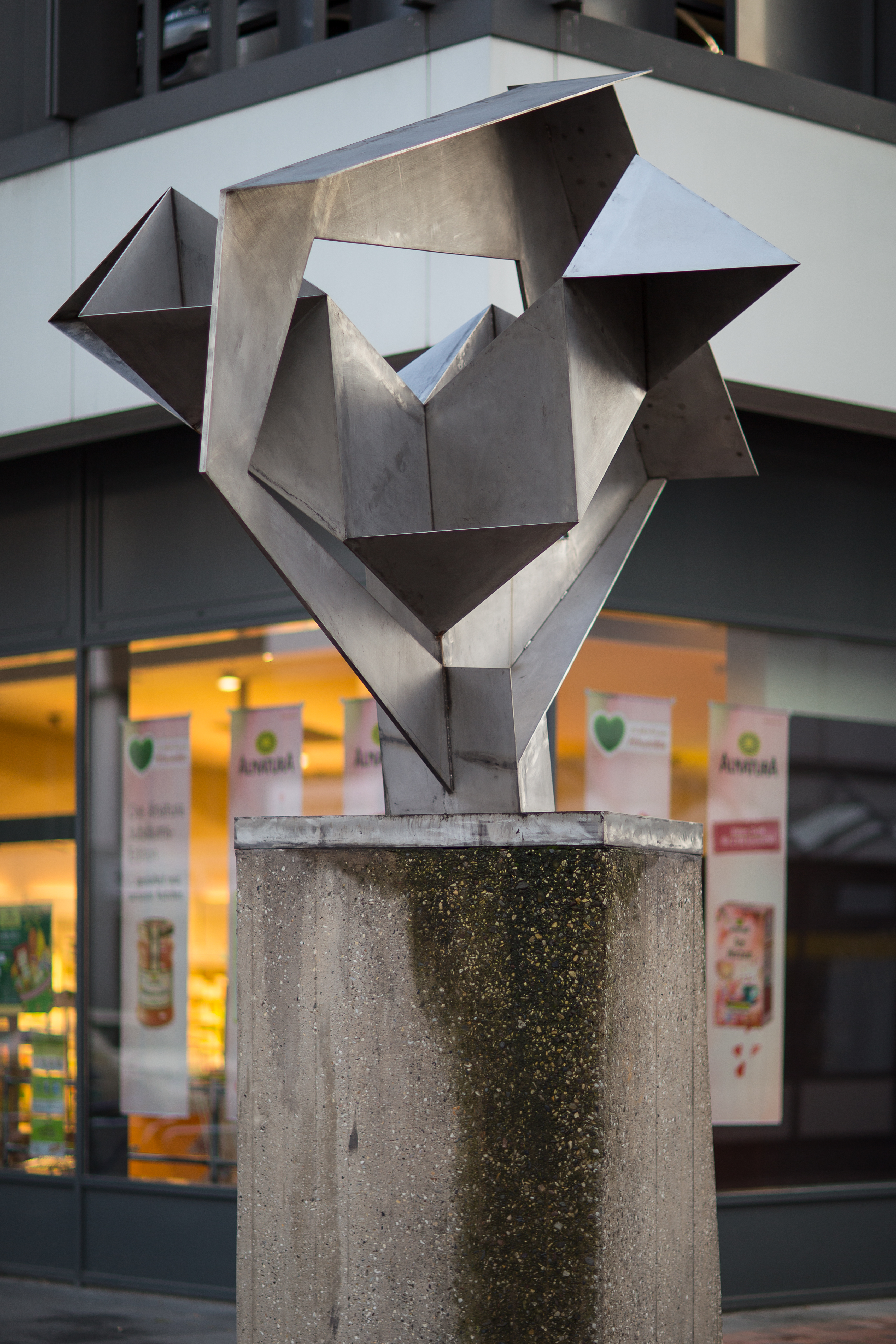
Stahlplastik von Hans Uhlmann vor dem Parkhaus

Bereits im Mittelalter war die Parzelle an der Baublockecke der – heutigen – Adresse Schmiedestraße 10 bebaut. Hier stand das alte sogenannte Leibnizhaus, bevor es während der Luftangriffe auf Hannover im Zweiten Weltkrieg zerstört wurde. An seiner Stelle erstand in den Jahren von 1965 bis 1966 das langgestreckte Parkhaus in der Schmiedestraße nach Plänen des Architekten Walter Hämer. Für den Bauherrn, die Union Boden GmbH mit Sitz in Hannover, wurde ein Stahlskelettbau entwickelt mit drei Unter- und fünf Obergeschossen, die durch eine doppelgängige Spindel für den Kraftfahrzeug-Verkehr erschlossen werden. Die Vorhangfassade schuf Hämer gemeinsam mit dem Plastiker Hans Uhlmann aus grauen und weißen, verschieden eloxierten Lamellen aus Aluminium.
In Hannover stehen zwei Parkhäuser unter Denkmalschutz. Neben dem Parkhaus Schmiedestraße ist es das in den 1970er Jahren erbaute Parkhaus Osterstraße.
Vor dem Parkhaus wurde eine ebenfalls 1965 von Hans Uhlmann geschaffene und als Kunst im öffentlichen Raum installierte Skulptur mit dem Titel „Stahlplastik 1965“ aufgestellt.